# Teziutlán
Teziutlan är en ort i Mexiko.   Den ligger i kommunen Teziutlán och delstaten Puebla, i den sydöstra delen av landet, 190 km öster om huvudstaden Mexico City. Teziutlan ligger 1 943 meter över havet och antalet invånare är 70 819.
Terrängen runt Teziutlan är lite bergig. Runt Teziutlan är det ganska tätbefolkat, med 179 invånare per kvadratkilometer. Teziutlan är det största samhället i trakten. I omgivningarna runt Teziutlan växer huvudsakligen savannskog.